# Jordanka Blagojeva
Jordanka Blagojeva(-Dimitrova) (Bulgaars: Йорданка Благоева(-Димитрова) (Gorno Tserovene, 19 januari 1947) is een atleet uit Bulgarije.
Blagojeva nam tussen 1968 en 1980 viermaal op rij deel aan de Olympische Zomerspelen op het onderdeel hoogspringen.
In 1972 behaalde ze daarbij een zilveren medaille, en in 1976 een bronzen medaille.
- Gemeinsame Normdatei: 1298193982
- World Athletics: 14347335
- Virtual International Authority File: 5709169181072469050004